# 旧址
《旧址》是中国作家李锐的一部小说。小说虚构了一个以产盐著称的城市——银城，这个城市是以作家的家乡四川自贡为蓝本的。全书20万字，1992年4月完稿，讲述了两个大家族在半个世纪时间里的风雨沉浮。书的结构采用多线叙事，借鉴了加西亚·马尔克斯，在一些对话中使用了四川方言。该书曾被《亚洲周刊》选为20世纪中文小说100强之一。

## 情节
银城是一个以产盐著称的城市，而李家曾是烜赫一时的大族，他家的九思堂主宰了整个银城的盐业。族长李乃敬是九思堂发扬广大的关键人物，九思堂原本面临危机，然而由于通海井的开凿，成功挽回了局面，对手白瑞德的吞并计划也没有达成。同时，三姨太还为他添了一个小儿子双喜。白瑞德是留美归来的买办资产者，有美孚做后台，开办了大兴公司。其妻白杨氏将表妹柳氏献给他作姨太太以求儿子，最后却毒死柳的儿子，引发一场长久的明争暗斗，以自身的自杀告终。白瑞德的女儿白秋云爱上了李家的九弟李乃之，乃之后来成为银城地下党的总书记。六妹李紫痕毁容支持自己的兄弟读书，长期吃斋念佛。八妹李紫云，学成后做了校长，后来被李乃敬设计做了银城军阀杨楚雄的太太。杨楚雄早年镇压农民暴动有功，后来死于台湾。后来李乃之因闹革命被捕，是因为李紫云等的营救才得以脱身，白秋云与其生死相随。李紫痕劝说李乃之未果，便自己也成为了共产党员，以示与弟共同进退。
后来，李乃之的革命成功，但他自己却因为历史问题收到审查。李家包括李乃敬在内的所有青壮年在镇反中被全部枪决。李紫痕嫁给了白水客冬哥，共同抚养双喜的儿子之生。然而，冬哥和之生在一次批斗中被群众丢进了河里，李紫痕自杀。李乃之被宣布为叛徒，他在改造中长期酗酒，终于死去。女儿李延安与父划清界限，为表示自己革命而与贫农歪歪结婚。乃之的儿子李京生为写《中国盐业发展史》来到银城，后来赴美，与漂流海外的姑姑李紫云团聚。